# The Staggering Girl
The Staggering Girl è un film di mediometraggio del 2019 diretto da Luca Guadagnino, con protagonista Julianne Moore.
Il film è ispirato alla collezione d'alta moda di Valentino creata da Pierpaolo Piccioli.

## Trama
Spinta dalla visione di una donna misteriosa, Francesca, una scrittrice italoamericana residente a New York, torna a Roma per occuparsi dell'anziana madre, una pittrice di fama mondiale che sta perdendo la vista.

## Distribuzione
Il film è stato presentato in anteprima il 17 maggio 2019 alla 72ª edizione del Festival di Cannes, nella sezione Quinzaine des Réalisateurs.